# بخش یونین (شهرستان فایت، اوهایو)
بخش یونین (به انگلیسی: Union Township) یک منطقهٔ مسکونی در ایالات متحده آمریکا است که در شهرستان فیت، اوهایو واقع شده‌است.
 بخش یونین ۱۲۶٫۸ کیلومتر مربع مساحت و ۳٬۷۳۳ نفر جمعیت دارد و ۲۹۸ متر بالاتر از سطح دریا واقع شده‌است.